# Allgemeine Zeitung
Allgemeine Zeitung была ведущей политической ежедневной газетой в Германии в первой половине XIX века. Она получила широкое признание как первая немецкая газета мирового класса и символ немецкой прессы за рубежом.
Allgemeine Zeitung («общая газета») была основана в 1798 году Иоганном Фридрихом Котта в Тюбингене. На её страницах публиковались произведения Шиллера и Гёте.
После 1803 года газета издавалась в Штутгарте. С 1807 по 1882 год — в Аугсбурге.
Генрих Гейне был одним из главных авторов газеты. С 1831 года он писал репортажи о музыке и живописи и стал парижским корреспондентом газеты. Он писал статьи о французском образе жизни, а также о Луи-Филиппе и немецкой политике.
В 1882 году Allgemeine Zeitung переехала в Мюнхен. Газета прекратила выходить 29 июля 1929 года.
Традиции этого ведущего издания до сих пор поддерживают Augsburger Allgemeine Zeitung, Frankfurter Allgemeine Zeitung и Allgemeine Zeitung, издаваемая в Майнце.